# Saffi (film)
Saffi (în maghiară Szaffi) este un film de animație maghiar romantic de aventuri din 1985 regizat de Attila Dargay și produs de György Budai. Scenariul, scris de Dargay, József Nepp și József Romhányi, este bazat pe nuvela A cigánybáró (Voievodul țiganilor) din 1885 de Mór Jókai, despre o poveste de dragoste din secolul al XVIII-lea dintre un aristocrat maghiar sărac și o misterioasă tânără turcoaică cu trăsături de romi. Muzica din opereta lui Johann Strauss fiul, Voievodul țiganilor, bazată pe același roman, este folosită pentru coloana sonoră a filmului. Melodiile lui Johann Strauss sunt interpretate de Ansamblul Folcloric Maghiar de Stat.
Filmul a fost produs de Pannónia Filmstúdió și a avut premiera la 11 aprilie 1985, iar o versiunea reînnoită a avut premiera la 3 mai 2018 în cinematografe. În limba engleză a fost distribuit ca The Treasure of Swamp Castle, iar în limba germană ca Jonas und der verwunschene Schatz.

## Rezumat
La începutul poveștii, armatele imperiale ale prințului Eugen de Savoia asediază Timișoara (1716), ultima fortăreață a turcilor otomani din Regatul Ungariei. Castelul încă rezistă, dar Ahmed Pașa și fiica sa, Sofia, sunt pe fugă. Comorile lor sunt îngropate pe moșia bunului prieten al lui Ahmed, Gáspár Botsinkay, care și-a logodit fiul său Jónás cu Sofia. Deoarece viața lui Botsinkay, care este prieten cu turcii, este, de asemenea, în pericol, acesta ajunge un fugar. În timp ce se îndreaptă spre Dunăre, mica Sofia (Saffi), împreună cu o scrisoare care indică locul tezaurului, cade în râul inundat și tatăl ei nu o poate salva. La Istanbul, Ahmed Pașa este executat pentru că a renunțat la castel lăsându-l austriecilor, iar bătrânul Botsinkay moare înainte de a dezvălui secretul tezaurului.
Micul Jónás este crescut de țigani nomazi: călătorește cu ei în lume, dansează cu un urs, face jonglerii pe un cal și învață alte trucuri magice. Apoi vine vestea că împăratul Carol a decretat o amnistie exilaților. Jónás decide să se întoarcă și să revendice moșia Botsinkay în fața cavalerului Feuerstein, guvernatorul Timișoarei care este plin de datorii. Cavalerul a auzit despre comoara pașei și a căutat-o, în zadar. Jónás ajunge la castelul său, dar este descurajat la vederea proprietății sale distruse și jefuite, cu majoritatea pământului sub ape, dar descoperă în apropiere casa bătrânei Cafrinka, care locuiește pe malul apei. Când a fugit tatăl lui cu pașa, Cafrinka a salvat-o din apă pe Saffi, care între timp a devenit o fată frumoasă și își împarte locuința cu multe animale. De asemenea, Cafrinka are o pisică neagră care se cheamă de asemenea Saffi, iar Jónás este convins că bătrâna Cafrinka este o vrăjitoare care schimbă fata în pisică și invers după placul ei. Bătrâna îi citește în palmă și-i profețește lui Jónás, privind la Saffi, că, dacă se căsătorește, soția sa îi va găsi comoara.
Toate acestea au fost auzite pe ascuns de Puzzola, un servitor al cavalerului Feuerstein, trimis inițial să-l ucidă pe Jónás. Puzzola, cu gândul să ia el comoara, decide să-l lase pe băiat să se căsătorească pentru a-l ucide după ce află locul comorii și îi recomandă ulterior pe singura fiică de nobil din zonă, Arzéna, fata lui Loncsár, un negustor de porci. Guvernatorul Feuerstein vrea să se căsătorească, de asemenea, cu Arzena, dar din cauza datoriilor sale, este incapabil să cumpere titlul de baron, iar Arzéna refuză să se căsătorească cu cineva care nu are cel puțin titlul de baron. Feuerstein are în cap un robinet care scoate aburi când mintea sa se înfierbântă, o invenție a unui medic după ce craniul cavalerului a fost lovit de o ghiulea turcească. Puzzola răsucește robinetul până când îl convinge pe guvernator să-i accepte planul.
Jónás, care se duce la casa lui Loncsár în pețit urmărit de pisică, este îmbătat fără milă de Loncsár, care dorește și el comoara vecinului său, dar după ce Jónás ajunge beat în camera fetei izbucnește un scandal. Loncsár trimite printr-un porumbel o scrisoare către guvernator, care cade în mâinile lui Jónás după ce pisica Saffi prinde porumbelul voiajor - dar Jónás duce scrisoarea la destinatar fără s-o citească. Din scrisoare reiese că Loncsár vrea să-l omoare și Jónás este aruncat în cele din urmă la urși sub castelul lui Feuerstein. Dar acolo nu se află niciun urs: țiganul Menyus, îngrijitorul urșilor, a intrat într-o blană de urs, deoarece cavalerul a uitat de menajerie și nu a mai hrănit urșii, nici pe Menyus. Ascuns în pielea de urs, Jónás scapă de castel și le salvează atât pe fata Saffi, cât și pe Cafrinka cu ajutorul țiganilor. Chiar și comoara este găsită, iar o nuntă are loc între Saffi și Jónás.
În cele din urmă, totul se termină cu bine: moșia Botsinkay înflorește din nou, se naște o a treia Saffi, iar cei răi sunt pedepsiți cu demnitate: Puzzola este trimis înapoi în închisoarea de la Bologna, iar Feuerstein își plătește uriașa datorie față de Loncsár - cu aburul care îi iese din cap încălzește bigudiurile Arzénei.

## Distribuție
- András Kern - Jónás Botsinkay (fiul lui Gáspár)
- Judit Pogány - Saffi (Szaffi)
- Hilda Gobbi - Cafrinka („vrăjitoarea bătrână”)
- György Bárdy - cavalerul Feuerstein, guvernatorul Timișoarei
- Gábor Maros - Puzzola, un slujitor al lui Feuerstein
- Ferenc Zenthe - Gáspár Botsinkay (tatăl lui Jónás)
- József Képessy - Ahmed Pașa, prietenul lui Gáspár
- Judit Hernádi - Arzéna, fiica lui Loncsár
- László Csákányi - Loncsár, un vecin bogat al lui Jónás
- János Gálvölgyi - Menyus, unchiul Gazsi și Strázsa
- Sándor Suka - Eugén de Savoia
- András Márton - adjutant
- Gellért Raksányi - sergent
- Zoltán Gera - Asil
- Judit Czigány - mama lui Puzzola